# Ахер (река)
Ахер (нем. Acher) — река в Германии, протекает по земле Баден-Вюртемберг. Правый приток Рейна.
Река Ахер берёт начало в местечке Руэштайн. Течёт на запад. В низовьях воды реки текут по каналам. Ахер впадает в Рейн западнее города Лихтенау. Общая длина реки составляет 53,5 км, площадь водосборного бассейна — 448 км². Высота истока 1054 м. Высота устья 121 м. Перепад высоты 933 м.
Речной индекс 23572. Речная система реки — Рейн.